# Тарнело (Болцано)
Тарнело је насеље у Италији у округу Болцано, региону Трентино-Јужни Тирол.
Према процени из 2011. у насељу је живело 35 становника. Насеље се налази на надморској висини од 1267 м.